# Aʻana
Aʻana – jeden z dystryktów Samoa, położony w zachodniej części wyspy Upolu, o powierzchni 193 km². W 2001 roku liczba ludności wyniosła 20 167 mieszkańców. Ośrodkiem administracyjnym jest Leulumoega.